# Галерија грбова Еквадора
Галерија грбова Еквадора обухвата актуелни Грб Еквадора,  историјске грбове Еквадора и грбове еквадорских провинција.

## Актуелни Грб Еквадора
- Грб Еквадора

## Историјски  грбови  Еквадора
- Слободна провинција Гвајаквил (1820)
- Велика Колумбија (1821–1830)
- Еквадор (1830–1835)
- Еквадор (1835–1843)
- Еквадор (1843–1845)
- Еквадор (1845–1860)
- Еквадор (од 1860)

## Грбови еквадорских провинција
- Грб Провинција Орељана